# Абдаллах ібн аль-Мутаззім
Абдаллах ібн аль-Мутаззім (861 — 29 грудня 908) — багдадський халіф з династії Аббасидів, видатний поет і філолог.

## Життєпис
Був сином поваленого й загиблого у в'язниці халіфа аль-Мутазза. Мав гарну освіту.
Упродовж деякого часу аль-Мутазз перебував при дворі свого двоюрідного брата, халіфа аль-Мутадіда, якого у своїх віршах змальовував мудрим правителем, який припинив розлад у країні та зміцнив владу Аббасидів. Після сходження на престол наступного халіфа, Алі аль-Муктафі, аль-Мутазз залишив двір, але за смутних часів, що настали після смерті аль-Муктафі, був втягнутий до династичної боротьби й на один день (17 грудня 908 року) опинився на престолі. Однак уже наступного дня був повалений придворною гвардією на чолі з власним племінником і за кілька днів страчений.

## Творчість
Аль-Мутазз рано почав писати вірші й займатись теорією поетичного мистецтва. Його улюбленими жанрами були любовні пісні (газелі), описи природи, застільні пісні. У його дивані є й касиди, що вихваляють діяльність халіфа аль-Мутадіда, однак за манерою та звучанням вони сильно відрізняються від інших касид-панегіриків того часу, оскільки високе становище позбавляло поета необхідності прихилятись перед правителями.
Аль-Мутазз був справжнім знавцем давньоарабської поезії, постійно розробляв її традиційні образи, що у середньовіччі стали канонічними. У той же час він приділяв увагу й новому стилю, який принесли до арабської поезії поети VIII—IX століть.